# توماس راسل سوليفان
توماس راسل سوليفان (بالإنجليزية: Thomas Russell Sullivan)‏ (21 نوفمبر 1849، بوسطن في الولايات المتحدة - 28 يونيو 1916، بوسطن في الولايات المتحدة)؛ روائي أمريكي.

## روابط خارجية
- توماس راسل سوليفان على موقع IMDb (الإنجليزية)
- توماس راسل سوليفان على موقع قاعدة بيانات برودواي على الإنترنت (الإنجليزية)
- توماس راسل سوليفان على موقع قاعدة بيانات الفيلم (الإنجليزية)